# Katharina Reissová
Katharina Reissová (17. dubna 1923 –⁠⁠⁠⁠⁠⁠ 16. dubna 2018) byla ⁠⁠⁠⁠⁠⁠německá lingvistka a translatoložka. Významným způsobem přispěla k rozvoji translatologie, spolu s Hansem Vermeerem je pokládána za spoluzakladatelku teorie skoposu.

## Život
Katharina Reissová se narodila v Rheinhausenu, německém městečku na levém břehu Rýna, ležícím na protilehlém břehu řeky od Duisburgu, k němuž bylo později z administrativních důvodů připojeno. Po složení maturitní zkoušky v roce 1940 pokračovala v letech 1941–1944 ve studiu na Tlumočnickém ústavu (Dolmetscher-lnstitut) Univerzity v Heidelbergu, kde získala svůj první titul. Mezi lety 1944–1970 na tomto ústavu dále působila jako jedna z vyučujících španělského oddělení. V letech 1951 až 1954 si rovněž přibrala studium filologie. Za svou práci o španělském spisovateli a novináři Leopoldu Alasovi (známém též pod pseudonymem Clarín) získala v roce 1954 doktorát.
V letech 1965–⁠⁠⁠⁠⁠⁠1970 se stala vedoucí španělského oddělení Tlumočnického ústavu. V roce 1971 přešla do Würzburgu, kde nastoupila na pozici akademické ředitelky oddělení románských jazyků. Habilitovala se na Univerzitě Johannese Gutenberga v Mohuči, a to díky své práci týkající se operativního textového typu. O rok později přijala nabídku vyučovat translatologii na univerzitě v Germersheimu (nedaleko hranic s Alsaskem). O své práci v oblasti translatologie však přednášela na vědeckých konferencích a podobných akcích pořádaných nejrůznějšími německými univerzitami již dlouho předtím. Během zimního semestru 1994/95 pak působila jako hostující profesorka ve Vídni, kde vystoupila s cyklem přednášek o výuce překladatelství a simultánního tlumočení.
Katharina Reissová zemřela 16. dubna 2018, den před svými 95. narozeninami. Její bývalá studentka Christiane Nordová ve vzpomínce na ni napsala, že šlo o „přísnou, ale spravedlivou učitelku s velmi rafinovaným smyslem pro humor.“

## Práce v oboru translatologie
Vzhledem k téměř devadesáti publikacím a přednáškám ve více než 20 zemích světa lze Katharinu Reissovou považovat za jednu z předních badatelek v oboru translatologie. Spolu s Hansem Vermeerem bývá označována za spoluzakladatelku tzv. teorie skoposu.
Ve snaze vytvořit jednotnou translatologickou terminologii navrhla ve své habilitační práci rozdělit každý text určený k překladu do jednoho ze čtyř textových typů. Texty by se měly rozlišovat podle jejich dominantní funkce, a to na základě Organon modelu Karla Bühlera. Kromě typu „informativního“, „expresivního“ a „operativního“ Reissová navrhuje ještě typ „audiomediální“, který se k příjemci dostává i jiným než psaným médiem.
Za zásadní lze pokládat její knihu Möglichkeiten und Grenzen der Übersetzungskritik, která je často považována za výchozí bod pro vědeckou analýzu překladu v Německu. Ačkoliv zde Reissová vychází z konceptu ekvivalence, za základní jednotku ekvivalence považuje celý text, nikoliv jen jednotlivá slova či věty. Stěžejním je její model kritiky překladu založený na funkčním vztahu mezi výchozím a cílovým textem.
Coby zkušená překladatelka v té době věděla, že v některých případech není ekvivalence v překladu nejen možná, ale ani žádoucí. Ve svém objektivním přístupu ke kritice překladu tak počítá s tím, že lze určité výjimky z požadavku ekvivalence skutečně připustit. Jednou z takových výjimek je situace, kdy má cílový text plnit jiný účel či jinou funkci než originál. Příkladem může být dramatizace prózy, doslovný překlad básně (tzv. podstročnik neboli meziřádkový překlad, který slouží jako podklad pro kreativní činnost básníka, jenž nezná výchozí jazyk) či případy, kdy cílový text oslovuje jiné publikum, než kterému je určen originál (např. překlad Gulliverových cest pro děti). Reissová pak tyto případy cílového textu neoznačuje za překlad jako takový, ale za „Übertragung“ (tedy za „převod“) – hovořit zde můžeme např. o adaptaci, parafrázi, popř. i abstraktu, shrnutí apod. Kritik se v těchto případech nesmí řídit stejnými kritérii jako kritik překladu, protože se již nemůže spoléhat pouze na analýzu výchozího textu, ale musí posoudit, zda je cílový text funkční (tj. zda převod plní účel, kterému je určen).

## Výběr z díla
- REISS, Katharina. Möglichkeiten und Grenzen der Übersetzungskritik: Kategorien und Kriteren für eine sachgerechte Beurteilung von Übersetzungen. Mnichov: Hueber, 1971.
- REISS, Katharina; VERMEER, Hans J. Grundlegung einer allgemeinen Translationstheorie. Tübingen: Niemeyer, 1984.
- REISS, Katharina. Texttyp und Übersetzungsmethode: der operative Text.. Heidelberg: Groos, 1993. ISBN 978-3-87276-509-3.
- REISS, Katharina. Spanische Sprachlehre: Methode Gaspey-Otto-Sauer. Heidelberg: Groos, 1990. ISBN 978-3-87276-031-9.